# IHL 1930/31
Die Saison 1930/31 war die zweite reguläre Saison der International Hockey League (IHL). Meister wurden die Windsor Bulldogs.

## Teamänderungen
Folgende Änderungen wurden vor Beginn der Saison vorgenommen:
- Die Hamilton Tigers stellten den Spielbetrieb ein.
- Die Niagara Falls Cataracts stellten den Spielbetrieb ein.
- Die Toronto Millionaires stellten den Spielbetrieb ein.
- Die Pittsburgh Yellow Jackets wurden als Expansionsteam in die Liga aufgenommen.
- Die Syracuse Stars wurden als Expansionsteam in die Liga aufgenommen.

## Modus
In der Regulären Saison absolvierten die sieben Mannschaften jeweils 48 Spiele. Für einen Sieg erhielt jede Mannschaft zwei Punkte, bei einem Unentschieden einen Punkt und bei einer Niederlage null Punkte.

## Reguläre Saison

### Tabelle
Abkürzungen: GP = Spiele, W = Siege, L = Niederlagen, T = Unentschieden, GF = Erzielte Tore, GA = Gegentore, Pts = Punkte
|                           | GP | W  | L  | T | GF  | GA  | Pts |
| ------------------------- | -- | -- | -- | - | --- | --- | --- |
| Buffalo Bisons            | 48 | 30 | 13 | 5 | 115 | 76  | 65  |
| Windsor Bulldogs          | 48 | 25 | 16 | 7 | 141 | 114 | 57  |
| Cleveland Indians         | 48 | 24 | 18 | 6 | 131 | 112 | 54  |
| Pittsburgh Yellow Jackets | 48 | 21 | 18 | 9 | 101 | 108 | 51  |
| London Tecumsehs          | 48 | 21 | 21 | 6 | 89  | 83  | 48  |
| Detroit Olympics          | 48 | 18 | 28 | 2 | 100 | 127 | 38  |
| Syracuse Stars            | 48 | 9  | 34 | 5 | 114 | 171 | 23  |